# Turquestán Occidental
La Gobernación General del Turquestán (en ruso: Туркмтанское генерал-губернаторство) fue una gobernación general del Imperio ruso existente entre 1867 y 1918, en la región occidental del Turquestán. También conocido como Turquestán ruso (en ruso: Русский Туркестан, Russki Turkestán), dicho territorio actualmente pertenece a Kazajistán, Kirguistán, Tayikistán, Turkmenistán y Uzbekistán. Fue un territorio de 3.076.628 km², con 7.721.684 habitantes (1897). Incluía el área de oasis situados al sur de la estepa kazaja, pero no los protectorados del Emirato de Bujará y el Kanato de Jiva. La nueva Gobernatura General se formó en 1868 con su capital en Taskent. Después de la Revolución rusa de 1917, cayó en manos de varios grupos, pero después de la subsiguiente guerra civil formó parte de la Unión Soviética como la República Autónoma Socialista Soviética del Turquestán.

## Historia

### Anexión al Imperio ruso
El Imperio ruso, tras las conquistas de Astracán y Oremburgo, realizó varios intentos para hacerse con el poder al sur de las estepas. Después de la fracasada expedición militar contra el Kanato de Jiva en 1717, en la que tanto Aleksandr Bekovitsj-Tsjerkasski como todos los miembros de la expedición murieron o fueron vendidos como esclavos, los rusos esperaron más de un siglo para volver a mostrar un moderado interés en la zona. El Turquestán estuvo desde inicios del siglo XVIII bajo control del Imperio ruso. Las tres hordas (juz; ruso: жуз) de la República de Kazajistán sobre el terreno, la Horda Menor (Kişi juz), Horda Media (juz Orta) y la Gran Horda (Ulı juz), fueron quedando lentamente bajo la influencia rusa. Entre 1732 y 1734, la Horda Menor y la Horda Media quedaron bajo protección de Rusia, después de que había pedido para la protección temporal al Zar de Rusia contra los devastadores Dzoengoerse mongoles. Los cosacos fundaron varias ciudades en ese momento.

### Período imperial
La Gubérniya de Transcaspia, que existió como un gobierno militar desde 1869 al 1881 y como un gobierno civil desde 1881 a 1889, fue integrado en la Gobernatura General del Turquestán el 1889. El territorio de Semirechye fue separado de la gobernación del Turquestán desde 1882 a 1898 y quedó unido a la gobernación de las Estepas, pero en 1898 fue reintegrado.

## Gobernadores generales
Sus gobernadores generales fueron:
- Mikhaïl Grigorièvitx Txerniaev (gobernador militar) 1865-1867
- Dmitri Ílitx Romanovski (gobernador civil) 1866-1867
- Konstantín von Kaufman 1867-1881
- Gerasim Alexéevitx Kolpakovski 1881-1882
- Mikhaïl Grigorièvitx  Txerniaev 1882-1886 (segunda vez)
- Nikolai Ottónovitx von Rozenbakh 1886-1889
- Aleksander Borísovitx Vrevskiy 1889-1898
- Sergey Mikhaílovitch Dukhovskiy 1898-1901
- Nikolai Alexàndrovich Ivànov 1901-1904
- Nikolai Nikolàievitch Teviaixev 1904-1905
- Vsèvolod Victórovitch Zaharov 1905-1906
- Demyan Ivànovitch Subbotin 1906
- Evgeniy Osípovitch Matsievski 1906
- Nikolay Ivànovitch Grodekov 1906-1908
- Pavel Ivànovitch Micxenko 1908-1909
- Aleksander Vassílievitch Samsonov 1909-1910
- Vassilii Ivànovitch Pokotilo 1910-1911
- Aleksander Vassílievitch Samsonov 1911-1914 (segunda vez)
- Fedor Vladímirovitch Martson 1914-1916
- Mikhaïl Romànovitch Erofeev 1916
- Alekséi Kuropatkin 1916-1917